# Frigga pratensis
Frigga pratensis là một loài nhện trong họ Salticidae.
Loài này thuộc chi Frigga. Frigga pratensis được Elizabeth Maria Gifford Peckham & George William Peckham miêu tả năm 1885.